# Histoire de Seltz

Blason de Seltz

 (mai 2011).
Si vous disposez d'ouvrages ou d'articles de référence ou si vous connaissez des sites web de qualité traitant du thème abordé ici, merci de compléter l'article en donnant les références utiles à sa vérifiabilité et en les liant à la section « Notes et références ».
 (novembre 2016).
Cet article évoque l'histoire de la ville de Seltz (Bas-Rhin), dont la fondation attestée date de l'an -12.
Un paragraphe est consacré à Seltz par Jean-Daniel Schoepflin dans son Alsatia Illustrata Alsatia Germanica Gallica paru en 1761. De riches archives ont pu être préservées des vicissitudes climatiques et politiques qui ont secoué la région de tous temps.

## Histoire

### Antiquité
- âge du bronze : nombreux tumuli (plus de 100 à Seltz)
- âge du fer : champs d'urnes
- La Tène ou second âge du fer : Les Gaulois fondent Saliso.
- -58 : Conquête romaine. À la demande des Romains, les Triboques s'installent en Basse-Alsace et ont pour capitale Brocomagus (Brumath).
- -12 : Saletio est fondée par Nero Claudius Drusus, général romain chargé d'ériger des forts le long du Rhin. Saletio, située à la limite entre la cité des Némètes (à l'origine de l'évêché de Spire) et des Triboques (à l'origine de l'évêché de Strasbourg), peuples celto-germaniques, appartient vraisemblablement à la cité des Némètes et dépend militairement du "dux" de Mayence et pas du comes de Argentorate (selon la Notitia Dignitatus composé entre 390 et 425). Seltz a fait partie de l'évêché de Spire jusqu'en 1789.
- 70 : révolte des Bataves. Les Triboques détruisent Saletio.
- de 75 à au moins 371 : La Legio VIII Augusta est stationnée à Argentorate (Strasbourg). Un détachement est stationné à Saletio (Seltz).
- 96 : révolte de la Legio XXI à la suite de la prise de pouvoir de l'empereur Nerva. Saletio est détruite.
- 235 : révolte en Alsace. Saletio est détruite et la Legio VIII Augusta anéantie.
- 244 : incursion des Germains en Alsace. Saletio est détruite.
- 355 : les Alamans détruisent Saletio.
- 357 : les Alamans sont chassés par les Romains.
- 406 : les Alamans prennent Seltz.
- 422 : Le roi franc légendaire Pharamond aurait convoqué la première assemblée générale, nommée plus tard États généraux, à Seltz et y promulgue la loi salique.
- 496 : les Francs prennent Seltz. La frontière linguistique est sur le Seltzbach (alémanique au sud et francique au nord). Elle demeure aujourd'hui.

### Moyen Âge

#### Haut Moyen Âge
- VIIe siècle : les Mérovingiens construisent un palais royal et exploitent une villa à Seltz.
- 610 : Thierry II, roi de Bourgogne, venu à Seltz pour signer un accord frontalier avec son frère Thibert II, roi d'Austrasie est gardé captif et contraint de céder une grande partie de son royaume. Libéré, il bat Thibert II à la Bataille de Tolbiac (612).
- 640-754 : Seltz appartient au duché d'Alsace.
- 754-915 : Seltz appartient au comté du Nordgau (Basse Alsace)
- 768 : le roi Pépin le Bref et son fils, le futur Charlemagne, fêtent Pâques à Seltz.
- Sous Charlemagne (800-814) : L'empereur reçoit les ambassadeurs de l'empereur byzantin Nicéphore Ier dans son palais de Seltz "avec un appareil dont les orientaux n'avaient eux-mêmes point d'exemple."
- 826 : l'empereur Louis le Pieux séjourne au palais de Seltz en compagnie de son fils Lothaire.
- 878 : l'empereur Louis III réside dans sa villa à Seltz.
- 915-962 : Seltz appartient au comté d'Alsace rattaché au duché de Souabe.
- 917 et 926 : invasions hongroises en Alsace

#### Avant leGrand Interrègne
- 962 Otton Ier donne Seltz, et 13 villages environnants, à sa femme Adélaïde de Bourgogne. Ce territoire constituait l'Adelheids Eigen ou propriété d'Adélaïde qui comprenait Seltz, Kesseldorf, Niederrœdern, Crœttwiller, Eberbach-Seltz, Wintzenbach, Oberlauterbach, Munchhausen, Schaffhouse-près-Seltz (sur la rive gauche du Rhin) ainsi que Wintersdorf, Ottersdorf, Plittersdorf et les villages emportés par le fleuve de Muffenheim et Thumhausen (sur la rive droite du Rhin). Dans ces villages, l'abbaye jouissait des dîmes, des bois et d'autres biens mais pas partout de la justice seigneuriale. Jusqu'à la Révolution française la propriété d'Adélaïde, devenue principauté abbatiale de Seltz en 1309, sera taillée en pièces par les barons de Fleckenstein (Niederrœdern, Crœttwiller, Wintzenbach, Oberlauterbach et Eberbach-Seltz), les margraves de Bade (Wintersdorf, Ottersdorf, Plittersdorf, Muffenheim et Thumhausen) et les électeurs palatins (Seltz, Kesseldorf, Munchhausen et Schaffhouse-près-Seltz).
- 992 à 996 : Adélaïde de Bourgogne, devenue veuve, fait ériger le monastère de Seltz, consacré à saint Pierre et saint Paul, qu'elle confie à l'Ordre de Saint-Benoît. Elle y meurt le 16 décembre 999.
- 993 : l'empereur Otton II accorde à l'abbaye de Seltz le droit de tenir un marché et de battre monnaie.
- Jusqu'en 1358 : Les avoués (protecteurs contre rémunération) de l'abbaye de Seltz sont les margraves de Bade (issus des ducs de Zähringen).
- 1058 : Un acte pontifical mentionne le rattachement de l'abbaye de Seltz à l'Ordre de Cluny.
- 1097 : Le pape Urbain II canonise Adélaïde de Bourgogne. Son tombeau devient un lieu de pèlerinage à l'abbaye.
- 1139 : L'empereur accorde à la ville de Seltz les mêmes droits que Spire.
- 1143 : L'empereur Conrad III confirme à l'abbé Gautier de Seltz le droit de frapper monnaie. L'évêque de Strasbourg Burchart interdit la monnaie seltzoise sur ses terres.
- 1197 : Construction et création d'un prieuré clunisien de femmes, au Mirmelberg, filiale de l'abbaye de Seltz.
- 12 avril 1197 : Les co-margraves de Bade Hermann V et Frédéric promettent, contre un prêt de 200 marcs d'argent, à Helmwich, abbé de seltz, de ne pas vendre à un autre que lui, l'avouerie dont ils sont investis.
- Avant la fin du XIIe siècle : La ville est fortifiée par les margraves de Bade, avoués de l'abbaye.
- 1208 : dernière mention du village de Frankenheim, entre Seltz et Beinheim. Il a disparu ensuite. Un lieu porte ce nom entre Seltz et Beinheim.
- 1212 : Strasbourg obtient la franchise du péage de Seltz.
- 1235 : La ville de Seltz et l'abbaye de Seltz, alliées, obtiennent la protection du roi de Germanie Henri II contre Hermann V, margrave de Bade et avoué de l'abbaye de Seltz.

#### Grand Interrègne1250-1273
Il n'y a pas d'empereur. Seltz est à la merci des seigneurs de la région.
- 1258 - 1274 : Guerre de Seltz entre la ville de Strasbourg, le comté de Linange, le comté de Deux-Ponts, la seigneurie de Fleckenstein d'une part et la ville, l'abbaye de Seltz et le margraviat de Bade d'autre part.
- 1258 : Strasbourg attaque et incendie l'abbaye Seltz. Seltz a abrité ses « ennemis ». Les Strasbourgeois font rebâtir l'abbaye.
- 4 mai 1268 : L'évêque de Strasbourg Henri IV de Geroldseck, l'évêque de Spire Henri II de Linange, le comte Frédéric III de Linange et le baron Rodolphe de Fleckenstein, détruisent complètement Seltz (dont le château et les murailles).

#### Après leGrand Interrègne
- 1274 : L'empereur Rodolphe Ier donne Seltz en gage au margrave de Bade Rodolphe Ier.
- 28 mai 1281 : Le margrave de Bade Rodolphe Ier cède le gage à l'évêque de Strasbourg Conrad III de Lichtenberg.
- 6 mai 1283 : L'empereur Rodolphe Ier accorde une charte de franchise à la ville de Seltz.
- 1294 : L'évêque de Bâle rapporte à l'empereur que les Seltzois ont emprisonné deux Strasbourgeois car Seltz exige de nouveaux péages sur le Rhin.
- 1307 : Une crue du Rhin endommage l'abbaye Saints Pierre et Paul.
- 1309 : L'abbé Jean est fait prince d'Empire par le roi de Germanie Henri VII du Saint-Empire.
- 1307 à 1315 : L'empereur Henri VII fait réparer l'abbaye. Pendant les travaux quelques moines se réfugient au prieuré de Mirmelberg.
- 1311 : Anne de Lutzelbourg est prieure du prieuré de Mirmelberg.
- 1313 : épidémie de peste noire.
- 1323 : Le duc d'Autriche Léopold Ier fait occuper Seltz par ses troupes. Louis de Wittelsbach assiège la ville. Léopold Ier fait lever le siège.
- 1328 : L'empereur Louis IV assiège Seltz. Sur ordre du pape Jean XXII, l'évêque de Strasbourg Berthold II de Buscheck, l'évêque de Constance Rodolphe II de Montfort et le duc Otton d'Autriche, font lever le siège.
- 1330 : L'empereur Louis IV donne en gage Seltz et Hagenbach au margrave de Bade Rodolphe III pour la somme de 7 000 marks.
- 1349 : épidémie de peste noire.
- 1356 : paix entre l'abbaye et la ville de Seltz. Si la ville porte atteinte aux droits de l'abbaye, elle doit lui payer 300 marcs d'argent. Le traité est confirmé par l'empereur en 1382.

#### LaDécapole
- 7 mai 1357 : Des brigands s'emparent du château de Seltz et ravagent la région. Sur ordre de l'empereur Charles IV, les villes impériales alsaciennes sous le commandement du landvogt Burcard, burgrave de Magdebourg, prennent Seltz et chassent les brigands. Le château est détruit. La muraille est rasée.
- 1357 : L'empereur Charles IV fait de Seltz une ville libre d'Empire. Elle le reste jusqu'en 1414.
- 1358-1408 : Les Fleckenstein sont les avoués (protecteurs contre rémunération) de l'abbaye de Seltz.
- 18 janvier 1358 : L'empereur Charles IV intègre Seltz dans la Décapole. Elle est décapolitaine jusqu'en 1418.
- 25 juillet 1360 : L'empereur Charles IV donne en gage Seltz, pendant trois jours, au prévôt Guillaume de Erlach, évêque de Fünfkirchen, pour la somme de 1 000 guldens. Charles IV promet aux Seltzois de ne plus jamais engager la ville.
- 1365 : guerre de Cent Ans dans le Royaume de France. Les grandes compagnies, 40 000 mercenaires ou écorcheurs d'Arnaud de Cervole, envahissent l'Alsace. Charles IV et les Impériaux restent à Seltz pendant un mois à l'abri de la nouvelle muraille puis chassent les mercenaires.
- 1385 : Else de Wickersheim est religieuse au couvent de Mirmelberg (le couvent de femme de Seltz).
- 1391 : L'empereur Venceslas donne en fief le château, le péage et le moulin de Seltz au comte Jean de Sponheim. Précédemment le fief était détenu par Ulrich de Fénétrange.
- 1400 : Jean IV de Fleckenstein est abbé de Seltz.

#### Annexion Palatine
- 9 mai 1408 : Le roi de Germanie et électeur palatin Robert Ier du Saint-Empire engage Seltz à son fils Louis III du Palatinat.
- 1408-1481 : L'avouerie de l'abbaye de Seltz est détenue par la maison palatine.
- 24 août 1414 : Sigismond Ier du Saint-Empire garantit l'indépendance de Seltz.
- deuxième moitié de juillet 1418 : L'électeur palatin et landvogt de Haguenau Louis III du Palatinat prend Seltz avec 300 cavaliers palatins et fait prêter serment de fidélité aux Seltzois. Seltz devient palatine. L'abbaye est officiellement intégrée à l'ordre de Cluny. La ville quitte officiellement la Décapole.
- 1423-1436 : L'abbé de Seltz Jean IV de Fleckenstein, devenu évêque de Bâle, fait fusionner l'abbaye de Seltz et l'évêché de Bâle pour une durée de 10 ans. Il a l'accord du pape.
- 1431 : Le bailli de Seltz, Frédéric III de Fleckenstein tombe à la bataille de Bulgnéville.
- vers 1447 : Le tailleur Ensel Cleisel et le tanneur Hans Cune de Seltz sont reconnus lépreux par les chirurgiens de Haguenau. Cleisel rejoint la léproserie de Strasbourg, Cleisel celle de Seltz.
- jusqu'en 1449, Henri (VIII) de Fleckenstein, seigneur de Soultz, est bailli de Seltz.
- 1469 : Une crue du Rhin détruit le prieuré de femmes du Mirmelberg. Le prieuré ne comptait plus qu'une religieuse. Il n'est pas reconstruit.
- 1477 : une moine lépreux de Seltz entre à la léproserie de Haguenau.
- 26 mai 1481 : Du fait des mœurs très libres des moines de Seltz, le pape Sixte IV sécularise l'abbaye. Le souverain pontife en fait un chapitre de chanoines et une prévôté. Gautier de Gemmingen (mort en 1501), est le dernier abbé et le premier prévôt de Seltz. Les nouveaux chanoines abandonnent l'abbaye Saint Barthélémy et s'installent en ville. Le chapitre est composé d'un prévôt, de douze chanoines et de dix vicaires perpétuels.
- 1500 : le chapitre de Seltz devient aussi une prélature.

### Temps Modernes

#### Guerre des paysans
- mai 1525 : Des rustauds originaires d'Alsace du Nord, menés par un vigneron de Wissembourg, Bacchus Fischbach, pillent les biens des chanoines.

#### Réforme
- 1556 : L'électeur palatin Otto Heinrich (1556-1559) est luthérien. Depuis la paix d'Augsbourg les princes choisissent librement, pour eux et leurs sujets, leur confession. Seltz devient luthérienne.
- 1559 : L'électeur palatin Frédéric III (1559-1576) est réformé. Seltz devient réformée. Le choix du calvinisme est risqué car seuls le luthéranisme et le catholicisme sont admis par la paix d'Augsbourg de 1555.
- 1562-1598 Guerres de religion en France. Des Huguenots français s'installent et trouvent refuge à Seltz. La rue Rawal/Raval, qui se trouvait devant la porte et les remparts, tire son nom de ces réfugiés huguenots.
- 18 juin 1566 : François de Galen, un homme marié, devient le premier prévôt réformé de Seltz. La prévôté et le chapitre deviennent réformés.
- 1575 : L'école de jeunes nobles de l'abbaye de Hördt (Palatinat) fermée en 1566, les bâtiments de l'ancienne abbaye sont convertis en une académie réformée, inspirée des académies de Genève, de Nîmes et du gymnase de Strasbourg. Elle est financée par les revenus de la prévôté. Elle compte un chef d'établissement, appelé recteur de l'académie, André de Wickersheim, également prévôt de Seltz, six professeurs (dont le prédicateur Jean Schuhmacher - ou Badius - prédicateur à Cologne en 1578), vingt-six boursiers et soixante pensionnaires nobles palatins. Ils apprennent l'escrime, l'équitation, les humanités et le catéchisme réformé de Heidelberg (rédigé en 1563 à la demande de Frédéric III).
- 1576 : L'électeur palatin Louis VI (1576-1583) est luthérien. Seltz redevient luthérienne.
- 4 novembre 1577 : L'académie est fermée car les six professeurs refusent d'enseigner le petit catéchisme de Luther. Les bâtiments de l'ancienne abbaye Saint Barthélémy deviennent une carrière de pierre. Les professeurs (et ceux de l'université de Heidelberg) partent pour le Casimirianum, l'université de Neustadt an der Haardt, fondée par Jean Casimir, comte palatin réformé de Simmern, le frère de l'électeur palatin Louis VI.
- 1583 : Jean Casimir, assure la régence de 1583 à 1592. Il est réformé. Seltz redevient réformée. Elle le restera jusqu'en 1684.
- 1592 : Dans le cadre de la guerre de religion alsacienne dite "des évêques", les chanoines protestants de Strasbourg demandent à Jean Casimir le droit d'utiliser la prison de Seltz pour incarcérer leurs ennemis. Il refuse.
- 1610 : Peste à Seltz. La population est décimée.

#### Guerre de Trente Ans

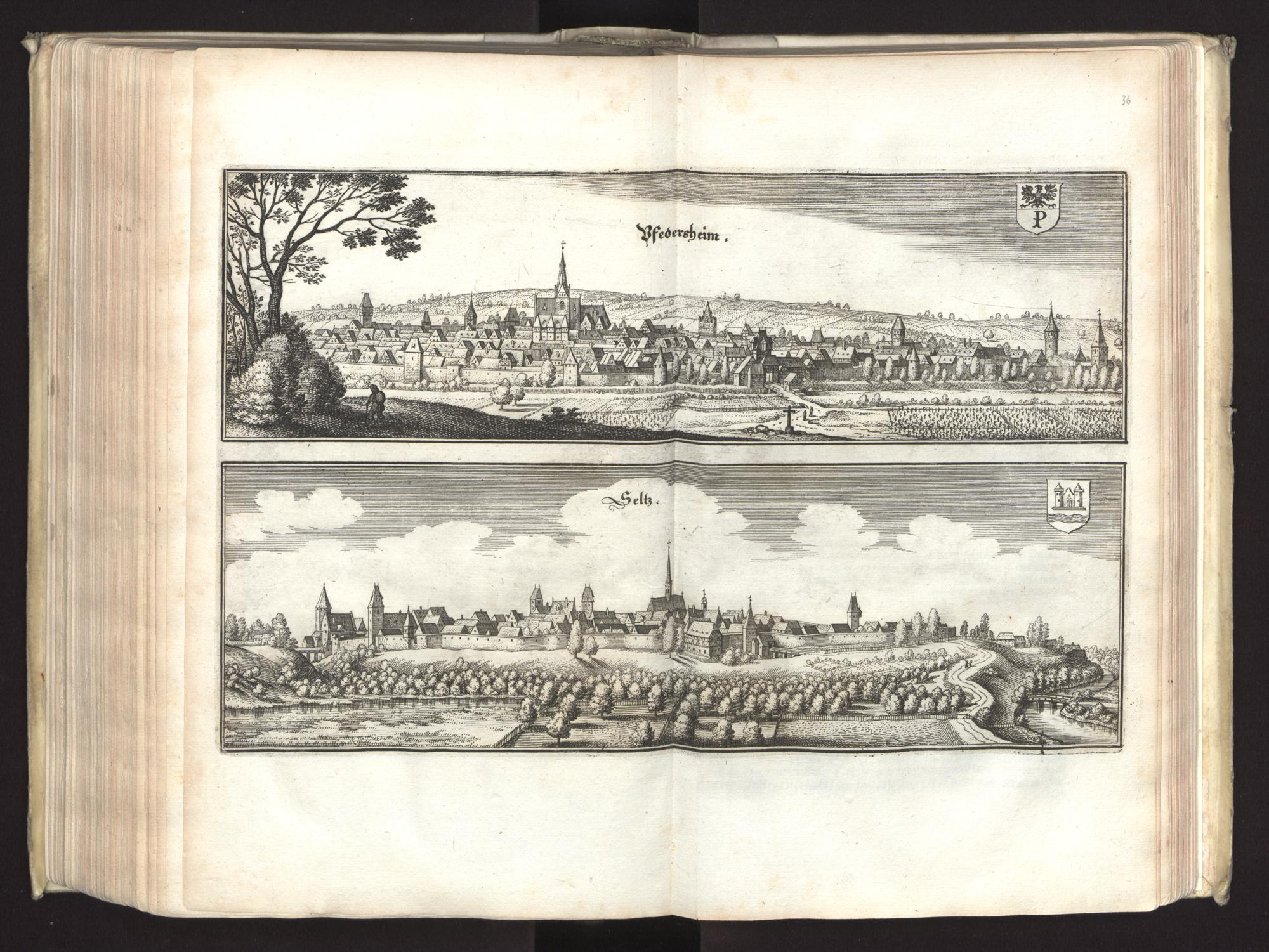
Vues de Worms-Pfeddersheim (en haut) et de Seltz dans le Palatinatus Rheni de Matthäus Merian en 1645

- 1618-1648 : Guerre de Trente Ans. Seltz est occupée successivement par les Impériaux, les Suédois, les Croates. La ville est abandonnée deux fois.
- 1618-1622 : Des troupes palatines stationnent à Seltz.
- 1621 : Seltzois et Palatins pillent l'abbaye de Kœnsigsbrück.
- 3 août 1622 : Les impériaux de l'archiduc Léopold prennent Seltz.
- 25 février 1623 : à la suite de la défaite de l'électeur palatin réformé Frédéric V, le duc catholique Maximilien Ier de Bavière se voit confier le Palatinat du Rhin et le titre d'électeur palatin en commission de la Diète d'Empire de Ratisbonne. Seltz devient théoriquement bavaroise. L'administrateur laïc de l'évêché de Strasbourg, l'archiduc Léopold Guillaume d'Autriche revendique le titre de prévôt de Seltz.
- 1630 : par lettres patentes, l'archiduc Léopold fait savoir aux officiers et baillis de Seltz et de Germersheim que l'électeur palatin ne tient lesdits bailliages que par engagement de l'Empire et leur ordonne de venir prendre investiture de lui ou de ses officiers.
- Janvier 1632 : La garnison de l'archiduc Léopold abandonne Seltz. Les troupes suédoises prennent la ville le 14 janvier et se replient sur Landau le 14 mars.
- Mars 1632 : prise de Spire par les Suédois de Bernard de Saxe-Weimar.
- 10 mai 1632 : Seltz est reprise par les Impériaux.
- 15 octobre 1632 : Seltz est reprise par les Suédois.
- 9 février 1633 : Les Impériaux attaquent Seltz mais sont repoussés.
- 2 mars 1633 : la garnison suédoise de Seltz pille Surbourg.
- 28 avril 1633 : Les Impériaux attaquent Seltz.
- 26 septembre 1634 : après sa défaite de Willstätt, poursuivi par les troupes lorraines et impériales, le rhingrave Otton, général et gouverneur suédois de l'Alsace est à Seltz, toujours maître du Rhin.
- 9 octobre 1634 : Les Suédois abandonnent l'Alsace à leurs alliés français sauf Benfeld.
- 1634 : Les Suédois chassent les jésuites et les capucins du pays de Bade qui se réfugient à Seltz. Ils retournent au pays de Bade en 1635.
- 1640 : Les jésuites tentent d'établir un noviciat dans l'enclos de l'ancien chapitre.
- 1641 : L'ambassadeur d'Angleterre à Vienne et deux conseillers de Charles Ier Louis, fils de l'électeur palatin réformé Frédéric V (à savoir Jean Georges Poiblis - forme francisée de Poblisheim -, prévôt de Seltz, et Conrad de l'Epine) sollicitent en faveur de leur maître et demandent à l'empereur la restitution des deux Palatinats (Haut et Bas) et de la dignité électorale.
- 1648 : Traité d'Osnabrück, article IV ou "Causa Palatina". Seltz est rendue à Charles Ier Louis. Dans l'Empire les réformés sont désormais reconnus et protégés par les traités de Westphalie. Il reste 60 habitants à Seltz. Des colons français, allemands, néerlandais, anglais et suisses viennent s'installer à Seltz. Leurs origines se rencontrent encore aujourd'hui dans les noms de famille et de rue.
- 25 juin 1650 : Les traités prévoient que les villes et les princes de l'Empire versent 5 millions de florins en dédommagement de l'intervention suédoise. A ce titre Seltz verse 3204 florins.

#### Louis Rothenschild, baron de Seltz (1643-1660)
- 1643 : Exilé en Angleterre, le fils de Frédéric V, Charles Ier Louis et sa maîtresse Mary Townshend donnent naissance à un garçon. L'électeur le nomme Louis Rothenschild. Il sera baron de Seltz. Après 1649, Louis Rothenschild grandit à la cour palatine de Heidelberg, chéri par son père et ses tantes Élisabeth et Sophie de Bohême. Il est apprécié par sa belle-mère Charlotte de Hesse-Cassel, ses demi-frères et ses demi-sœurs. Dans ses lettres sa grand-mère Élisabeth Stuart parle souvent de lui. Une lettre de sa tante Sophie de Bohême décrit le « petit Louis » comme « un jeune homme extraordinairement beau et plein d'esprit ».
- 1657 : Pendant la régence qui suit la mort de l'empereur Ferdinand III, Charles Ier Louis titre et fait reconnaître Louis Rothenschild, baron de Seltz.
- 1658 : L'électeur envoie le baron de Seltz étudier à l'académie de Saumur puis à l'université de Caen. Louis Rothenschild est accompagné par son précepteur, le pasteur et professeur de grec Johann Ludwig Fabricius.
- 1659 : Le baron de Seltz et son précepteur voyagent aux Pays-Bas et en Angleterre.
- 1660 : Élisabeth Stuart convainc son neveu le roi Charles II de faire entrer Louis Rothenschild au service de Henri Stuart, duc de Gloucester.
- Septembre 1660 : Henri Stuart et Louis contractent la variole. Louis meurt le premier (Henri Stuart est emporté le 18 septembre). Le poète Antoine Halley rédige un chant funèbre et l'évêque d'Avranches, Pierre-Daniel Huet, compose des vers en grec. Son père, sa famille pleurent celui qu'ils appelaient le "petit Louis" et le "jeune Seltz". À la demande de l'électeur, le graveur George Pfründt frappe une médaille d'argent à l'image du baron. « A LVDOVICVS DYNASTES DE SALETIONE MDCLX » (A Louis seigneur de Seltz 1660).

#### Retour à la Maison Palatine
- 1651 : L'électeur visite Seltz et le bourgmestre revient au calvinisme, suivi par les Seltzois. L'église Saint-Étienne est rendue au culte réformé.
- 1666 : L'Alsace du Nord fait face à une épidémie de peste.
- Nuit du 8 au 9 avril 1674 : Pendant la guerre de Hollande, l'électeur palatin est en guerre avec le roi de France. Des francs-tireurs palatins capturent deux péniches françaises chargées de céréales et destinées à la garnison de Philippsbourg. En représailles et dans le cadre du ravage du Palatinat, les dragons français de Turenne incendient toute la ville : l'église, l'hôtel de ville, le château... Ils détruisent les remparts et les portes de Strasbourg et de Landau. La rue neuve tient son nom de la reconstruction, l'année suivante.

#### Annexion française
- 2 janvier 1680 : Politique de réunions. Annexion française du bailliage de Seltz. Le conseil souverain d'Alsace somme l'électeur palatin Charles Ier Louis de reconnaître la suzeraineté du roi de France pour le bailliage de Seltz (Seltz, Schaffhouse-près-Seltz, Kesseldorf, Neubeinheim - la partie de Beinheim sur la rive gauche de la Sauer - et Munchhausen).
- 20 août 1683 : les convertis au catholicisme sont récompensés de trois ans d'exonération fiscale et d'une dispense du logement des troupes françaises
- 1683 : Le Praetor Menneweg, Haut-commissaire à Wissembourg, et les jésuites font arrêter le pasteur de Seltz, Guillaume Parëus, et le maire, également bailli de Seltz, Jean-Balthazar Schneider, tuilier. Ils sont emprisonnés et torturés à Haguenau pendant plusieurs semaines. Pour protéger sa famille Schneider se fait catholique mais démissionne de son poste de maire et de bailli.
- novembre 1684 : Un dimanche matin, des jésuites menés par le recteur Jean Dez (1643-1712) et des dragons d'Asfeld font irruption pendant un culte réformé. Ils forcent les personnes présentes à se convertir au catholicisme. Soixante-dix chefs de famille abjurent le protestantisme mais trente refusent. Ils sont brutalisés et jetés dans les eaux glacées du Seltzbach. Dix se noient.
- 6 août 1684 : Cérémonie pour le retour de Seltz au catholicisme en présence des nouveaux convertis de 9 villages de l'actuel canton de Seltz, de l'intendant d'Alsace Jacques de La Grange (de 1673 à 1698) et du recteur jésuite Jean Dez.
- 21 décembre 1684, toutes les églises du Haut-bailliage de Germersheim (dont le bailliage de Seltz) sont officiellement affectées au culte catholique.
- Des nouveaux convertis seltzois se marient et font baptiser leurs enfants dans les églises réformées au Palatinat. Longtemps après l'abjuration des maris, des femmes restent fidèles au protestantisme et leurs enfants avec elles.
- 1691 : Louis XIV donne la prévôté de Seltz au collège et séminaire des jésuites de Strasbourg. La forêt indivise appartient désormais au collège et séminaire des jésuites de Strasbourg et à la ville de Seltz.
- 1692 : L'évêque de Strasbourg Guillaume-Egon de Furstenberg autorise la fusion de la prévôté de Seltz et du collège et séminaire des jésuites de Strasbourg (qu'il a fondé en 1683), avec l'accord et le soutien de Louis XIV mais sans le consentement du pape Innocent XII et de l'électeur palatin Jean-Guillaume.
- 1693 - 1705 : des cartes de 1693 et 1705 attestent la présence d’un relais de la Poste aux chevaux à Seltz. Après 1705, ce relais disparaît au profit de Beinheim.

#### De laGuerre de la Ligue d'Augsbourgà laguerre de Succession d'Espagne
- 1697 : Charles II de Simmern mort en 1685 sans héritier direct, le Traité de Ryswick rend le bailliage de Seltz à l'électeur palatin Jean Guillaume de Neubourg (une branche catholique de la Maison Palatine). Le traité prévoit l'annulation des conversions forcées. Jean Guillaume ne fait pas appliquer cette clause à Seltz. Les Seltzois restent catholiques. Jean Guillaume récupère une partie des revenus de la prévôté de Seltz. Deux tiers des revenus vont aux jésuites, un tiers à l'électeur. Le roi de France, landgrave de Basse-Alsace depuis 1648, se considère suzerain de l'électeur pour le bailliage. L'électeur se considère prince indépendant. C'est le début de la période du "bailliage contesté" à Seltz.
- 1699 : Ulric Obrecht, un Strasbourgeois, converti au catholicisme par opportunisme, savant jurisconsulte, prêteur royal de Strasbourg (représentant du roi de France), déclare que le bailliage de Seltz dépend du grand-bailliage ou préfecture (landvogtei) de Haguenau. Le roi de France étant grand-bailli ou préfet (landvogt) de Haguenau depuis 1648, le bailliage de Seltz dépendrait de lui. À l'origine, le grand-bailli de Haguenau gérait les biens, faisait respecter les droits de l'empereur en Alsace et administrait directement les villages impériaux du pays de Haguenau.

#### Guerre de Succession d'Espagne
- Automne 1703 : guerre de Succession d'Espagne. Jean Guillaume a choisi le camp des ennemis de Louis XIV. Les soldats palatins se battent sous commandement néerlandais[1]. À Seltz, les soldats français réquisitionnent de la nourriture, du fourrage et du bois de chauffage. Ils font démonter des granges et des charpentes. Le bourgmestre est gardé en otage contre paiement d'une rançon de 1 500 livres. Les Seltzois se plaignent au grand-bailli palatin de Germersheim.
- Hiver 1704-1705 : 30 Impériaux hivernent à Seltz (2 000 soldats sur tout l'arrondissement).
- 7 juillet 1705 : Les Français reprennent Seltz aux Impériaux. Le château de Seltz est rasé à partir du 9 juillet.
- 1707 : Villars fait construire le canal de Seltz (de Seltz à la Wantzenau) pour faciliter le transports des vivres et des munitions.
- 18 septembre 1713 : Les régiments d'Auxerrois et régiment Royal-Artillerie sont stationnées à Seltz.

#### De laguerre de Succession d'Espagneà laguerre de Succession d'Autriche
- 1706-1728 : Agostino Steffani, compositeur, diplomate, évêque auxiliaire italien et vicaire apostolique en Haute et Basse Saxe, est prévôt de Seltz jusqu'à sa mort en 1728. Il lutte toute sa vie pour toucher la totalité des revenus de la prévôté. Il est soutenu par l'électeur Jean-Guillaume et le pape contre Louis XIV et les jésuites.
- 1716 : Seltz compte 107 feux (foyers). Le bailliage de Seltz en compte 219 (Munchhausen 33, Schaffhouse 43, Kesseldorf 27, Neu-Beinheim 9).
- 1719 : Un détachement français de la garnison de Fort-Louis stationné à Seltz est rappelé à Fort-Louis. L'intendant d'Alsace, d'Angervillers, donne l'ordre qu'un détachement stationne à Seltz de peur que des troupes palatines s'y installent (malgré la parole donnée du bailli palatin de Seltz).
- 1720 : Le bailli de Seltz emprisonne un juif de Fort-Louis. Celui-ci fait appel au conseil supérieur de Colmar.
- 12 novembre 1724 : Le recensement des villages de la colonie de la "Côte des Allemands" en Louisiane indique à Hoffen la présence d'Antoine Distelzweig de Seltz, 29 ans, de sa femme Anne-Marie et d'un enfant d'un an et demi. Ils ont émigré en Louisiane grâce à la Compagnie des Indes de John Law. Antoine Distelzweig est décédé à La Nouvelle-Orléans en 1726 et sa femme en 1727. Les descendants de leur fils Antoine, né à Hoffen (Louisiane), et de leur petite-fille Marie, née à la Nouvelle-Orléans, vivent toujours en Louisiane.
- 1729 : L'électeur palatin porte plainte contre un arrêt obtenu par la ville de Seltz concernant les droits de « Schlossgeld » et de « Salzgeld » (impôt sur le sel).
- 15 février 1729 : traité franco-palatin. Jean-Guillaume donne le tiers des revenus de la prévôté, dont il jouissait, au collège et séminaire des jésuites de Strasbourg qui en détient désormais la totalité.
- 1729, 1751, 1759 : La dépendance du bailliage de Seltz à la préfecture de Haguenau est reconnue par des traités franco-palatin.
- 1733 : Le conseil supérieur donne ordre de libérer Joseph Kromer, cordonnier de Kesseldorf, emprisonné par le bailli de Seltz.
- 18 et 19 avril 1736 : Révision des limites de la forêt de l'Asbruch dans le bailliage Hanau-Lichtenbergeois de Hatten, limitrophe du bailliage palatin de Seltz. Le bailli von der Mast, conseiller de l'électeur palatin, Weizmann le receveur du chapitre, Annion le maire du chapitre, Fleury le greffier de la ville, Tischelzweig le bourgmestre de la ville, Meyer et Sauer des échevins, Wolf un conseiller municipal, Walter le garde-chasse du chapitre et Burger le garde forestier du chapitre représentent les trois pouvoirs de Seltz : la ville, le bailliage et le chapitre de Seltz.
- 1733-1738 : Guerre de Succession de Pologne. Des soldats français sont stationnées à Seltz.
- 1740 : Les Seltzois sont en procès au conseil supérieur d'Alsace avec le bailli palatin de Seltz pour protester contre les impôts exigés par l'électeur.
- 1742 : L'électeur reconnait la souveraineté du roi de France et convient qu'il sera établi à Seltz un conseil qui jugerait en dernier ressort les appels des sentences du bailli et que les justiciables palatins ne pourraient s'adresser au conseil supérieur d'Alsace (de Colmar) qu'en cas de dénis de justice. Le traité n'est pas appliqué.

#### Guerre de Succession d'Autriche
- L'électeur palatin soutient son cousin l'électeur de Bavière allié aux Français contre les Impériaux, la Grande-Bretagne, les Pays-Bas et la Sardaigne.
- 1743 : Des redoutes et des fortifications sont édifiées par les Français. Le bailliage palatin de Seltz est contraint de fournir pionniers, chariots et fascines. Le bailli de Seltz porte plainte auprès du grand-bailli de Germersheim. La cour de l'électeur à Mannheim classe ces plaintes sans suite.
- Hiver 1743-1744 : Le régiment de Nivernais hiverne à Seltz et à Munchhausen.
- 22 août 1744 : Après 6 semaines de pillage en Alsace du nord, les pandours (cavaliers croates au service de l'Empire) de Franz de Trenck campent à Beinheim. Seltz est épargnée. Ils passent le Rhin le 23 août.

#### De laGuerre de Succession d'Autricheà la cession du bailliage
- 1747 : Affaire de Seltz. Conflit entre l'électeur palatin Charles Théodore de Bavière et Louis XV à propos du "suprême domaine" sur le bailliage de Seltz. Les affiches d'une ordonnance royale sur les bovins sont remplacées par des affiches palatines par les fonctionnaires de l'électeur. Finalement Louis XV ménage l'électeur.
- De 1747 à 1763, les registres paroissiaux font état de 8 conversions du protestantisme au catholicisme.
- 1759 : un dénommé Vogel se voit refuser le droit de prendre la qualité de bailli. À la suite d'un jugement rendu par Vogel, en tant que bailli palatin, il est arrêté et emprisonné par les Français puis relâché à condition d'abandonner sa charge de bailli.
- 1764 : Louis XV expulse les jésuites de France. Il confisque le collège et séminaire de Strasbourg et ainsi la prévôté de Seltz aux jésuites. La forêt est toujours indivise entre le collège et séminaire (indépendant des jésuites) de Strasbourg et la ville de Seltz.

#### Suzeraineté française
- De 1764 à 1769, les registres paroissiaux font état de 6 conversions du protestantisme au catholicisme.
- 16 juin 1766 : à la suite d'un accord diplomatique français, l'électeur palatin Charles Théodore de Bavière et le duc de Deux-Ponts, Christian IV s'échangent les bailliage de Seltz et de Hagenbach et des terres en Allemagne (des villages dans les bailliages de Badbergzabern et Meissenheim). Seltz devient bipontine.
- 3 janvier 1768 : Le duc de Deux-Ponts, Christian IV reconnaît la suzeraineté du roi de France pour le bailliage de Seltz. Fin de la période du "bailliage contesté" à Seltz.
- 1768 : Jean-Baptiste Sadoul, agent secret au service de Louis XV, achète la charge de bailli de Seltz et de Hagenbach au duc de Deux-Ponts. En 1770, il devient aussi subdélégué de l’intendant d’Alsace à Wissembourg. Il vit à Wissembourg. Il représente à la fois le roi de France et le duc de Deux-Ponts. Il remplace Charles-Annibal de Maubuisson.
- 1770 : Seltz est desservie par la diligence hebdomadaire de Strasbourg à Mannheim (par Lauterbourg).
- Mai 1774 : Le bailli de Seltz relève que le duc de Deux-Ponts a obtenu l'autorisation de recevoir des juifs sur ses terres[2]. Les juifs doivent alors payer au duc un droit de réception à l'installation sur ses terres puis un droit de protection annuel.
- 1776 : une dizaine de Seltzois, comme 6000 Allemands, Alsaciens, Lorrains, Savoyards et Français, émigrent en Espagne[3] dans l'intendance des Nuevas Poblaciones de Andalucía y Sierra Morena.
- 6 juillet 1778 : orages et inondations à Seltz. Le Rhin sort de son lit sur plus de 4 lieues.
- Octobre 1778 : création d'un office de sergent et d'un office de notaire dans le bailliage de Seltz.
- 1779 : rénovation et réaménagement de l'hôpital de la ville de Seltz.
- 1786 : Jean-Baptiste Sadoul cède sa charge de bailli de Seltz et de Hagenbach à son fils Jean-Louis Sadoul.
- 1788 : Selon le livre des postes de l'Europe, une place dans la diligence de Strasbourg à Seltz (ligne Strasbourg-Mannheim, par Lauterbourg) coûte 5 livres et 2 sols.

### Époque contemporaine

#### Révolution française
- août 1787 : pour faire face aux difficultés financières croissantes, le gouvernement du roi de France convoque les États provinciaux d'Alsace, sous la direction du marquis de Flachslanden à l'hôtel des Bœcklin de Bœcklinsau. Les États provinciaux sont composés, pour moitié, de membres nommés et de membres cooptés : des nobles, des chanoines et des grands-bourgeois. Ils comptent 24 membres (12 pour la noblesse et le clergé et 12 pour le tiers états) auxquels s'ajoutent 12 députés des 12 districts d'Alsace. Le tiers état de Seltz et du nord de l'Alsace sont représentés par Antoine de Cointoux, prêteur royal de Haguenau.
- Janvier 1789 : Les Seltzois, de plus de 25 ans, qui paient des impôts, se réunissent à l'église paroissiale pour élire les délégués qui participent, à Haguenau, à la rédaction des cahiers de doléances du district de Wissembourg et Haguenau. Ils réclament un allègement des taxes, des impôts, et le partage des biens communaux. Les États provinciaux d'Alsace nomment une Commission intermédiaire. Un mémoire soumis à la Commission rappelle que le bailliage de Seltz a toujours été exempt de toute imposition royale (comme la capitation ou les vingtièmes).
- 5 mai 1789 : Parmi les députés du district de Wissembourg et Haguenau aux États généraux à Versailles, il n'y a aucun Seltzois.
- 14 juillet 1789 : Des patriotes parisiens prennent la Bastille et les Invalides.
- 4 août 1789 : les députés de l'Assemblée nationale constituante abolissent les privilèges. Le duc Charles II Auguste n'est plus que propriétaire terrien à Seltz. Le conflit des princes possessionnés, les princes allemands qui possèdent des seigneuries en France, débute.
- 2 novembre 1789 : Les biens du clergé, dont ceux de la prévôté de Seltz appartenant au collège et séminaire de Strasbourg, deviennent biens nationaux.
- 1789 : François-Pierre Humbourg, greffier de Seltz est délégué du tiers état à l'Assemblée du district de Landau réunie à Wissembourg.
- 14 décembre 1789 : décret sur la constitution municipale. Seltz devient une municipalité dotée d'une assemblée municipale.
- 1790 : Constitution civile du clergé. Élu par les membres de l'assemblée du district de Wissembourg (tant catholiques, que protestants ou juifs), le curé Francis Michel Einiger de Seltz prête serment à la constitution. Il démissionne car il est élu au directoire du district. Un autre prêtre jureur, le curé allemand Conradin Menhard, menacé par des placards incendiaires, craignant d'être empoisonné par les Seltzois finit par se sauver.
- 4 mars 1790 : La Constituante créé le département du Bas-Rhin. Seltz est une commune française du canton de Lauterbourg.

##### Première République
- 1792 : La Convention nationale met sous séquestre les biens du duc Charles II Auguste à Seltz. La République ne fait pas une bonne affaire car elle est contrainte de liquider les factures impayées, de rembourser toutes les dettes et de lever les hypothèques.
- 13 octobre 1793 : Les 15 000 hommes du corps de Waldeck (15 bataillons d'infanterie et 20 escadrons de cavalerie) traversent le Rhin à Plittersdorf et battent le 1er bataillon des Pyrénées-Orientales et le 3e bataillon de la Haute-Saône devant et dans Seltz. Puis les "Manteaux Rouges" croates de Wurmser pillent et incendient la ville. L'église Saint Étienne est détruite par les flammes. Quelques jours plus tard l'armée des émigrés royalistes de Condé constate les dégâts.
- Décembre 1793 : à la suite de la victoire française de Wœrth-Frœschwiller, l'aile commandée par le Général Desaix prend Drusenheim et marche sur Seltz. Le retour des troupes républicaines provoque la Grande Fuite. De nombreux Seltzois fuient outre-Rhin à la suite des Autrichiens et des Prussiens par peur de la Terreur. Les biens des émigrés sont confisqués. Plus de 120 familles seltzoises s'installent à Plittersdorf, margraviat de Bade.
- Janvier 1795, un premier pardon est proclamé, en vertu duquel les émigrés laboureurs et artisans ont la permission de rentrer. Ce décret a permis à certains habitants de revenir à Seltz.
- Juillet 1795 : 857 Seltzois réfugiés au margraviat de Bade font une demande pour revenir à Seltz. Seules 10 familles seltzoises de Plittersdorf désirent rentrer.

##### Directoire
- 1798 : Pendant le second congrès de Rastadt, une partie des débats se déroule à Seltz car Nicolas François de Neufchâteau, plénipotentiaire français, vient juste de quitter ses fonctions de directeur, et l'article 157 de la constitution de l'An III stipule qu'« aucun membre du Directoire ne peut sortir du territoire de la République que deux ans après la cessation de ses fonctions. » La conférence de Seltz, qui se tient entre juin et juillet 1798 entre François de Neufchâteau et le plénipotentiaire autrichien Johann Ludwig von Cobenzl, et qui doit relancer les négociations du congrès de Rastatt alors au point mort, n'a aucun résultat. On note seulement la remise par François à Cobenzl d'un buste de Bonaparte : ce dernier devait participer à la conférence, mais s'était cavalièrement éclipsé pour partir en Égypte[4].

##### Consulat
- 26 octobre 1800 : Le canton de Seltz est créé par scission du canton de Lauterbourg.
- 23 février 1801 : L'hôpital civil de Strasbourg reçoit le reliquat des biens de la prévôté : toute la forêt de Seltz anciennement indivise (collège et séminaire de Strasbourg et ville de Seltz).

#### Premier Empire
- 1808 : Des Seltzois quittent l'Alsace pour la Nouvelle Russie (actuelle Ukraine) où ils fondent 8 villages (dont Selz - Зельці - dans la district du Kutschurgan, aujourd'hui Lymansk'e - Лиманське - à la frontière moldave, district de Rozdilna, province d'Odessa). Les autorités russes promettaient des maisons, du bétail et des outils. Devant les promesses oubliées et les conditions de vie difficiles, certains reviennent à Seltz en Alsace. À la fin du XIXe et au début du XXe siècle beaucoup de ces Seltzois de Nouvelle Russie émigrent en Amérique du Nord. En 1910, ils rebaptisent le village de Dallas dans le comté de Pierce au Dakota du Nord fondé en 1892 par des Texans, en Selz[5].
- 26 juin 1812 : La bataille juridique de la ville de Seltz pour récupérer sa forêt débute.
- Les Seltzois se sont illustrés sur les champs de bataille de la Révolution et de l'Empire. Plus de 68 Seltzois ont été conscrits de 1792 à 1815. En 1857, Napoléon III créée la première médaille commémorative française : la médaille de Sainte-Hélène pour les anciens combattants survivants des guerres de 1793 à 1815. Dans le canton de Seltz, plus de 120 anciens combattants l'obtiennent. Joseph RIEGEL, né à Seltz en 1783, résidant à l'Hôtel des Invalides a reçu cette médaille. Il est décédé le 30 janvier 1860 et a été inhumé en l'église Saint Louis des Invalides le 2 février 1860.
- Les 1er et 2 janvier 1814 : le sixième corps russe du général Wittgenstein traverse le Rhin entre Plittersdorf et Seltz.
- janvier 1814 : la commune de Niederrœdern doit livrer 1 800 litres d'avoine et 200 rations de foins aux alliés (Prussiens, Autrichiens et Russes) stationnées à Seltz.

#### Cent-Jours
- Bataille de Seltz : le 26 juin 1815 (8 jours après la bataille de Waterloo), au nord du Niederwald (La forêt au nord de Seltz), des troupes du IIIe corps austro-allemand de l'armée du Rhin supérieur, (8 000 hommes, quatre bataillons - bataillon du prince de Reuss-Greiz, bataillon du prince d'Isembourg et bataillon de la ville de Francfort -, deux escadrons - du 3e régiment de dragons croates de Knesevitch - et une batterie) commandés par le général Louis comte de Wallmoden-Gimborn, attaquent le 39e régiment d'infanterie, commandé par le colonel Paul Menu de Menil (deux bataillons moins une compagnie affectée à la garde des gués du Seltzbach jusqu'à Niederrœdern), une compagnie de sapeurs et huit pièces d'artillerie. Les unités françaises appartiennent à une division commandée par le général et baron Henri Rottembourg de l'armée du Rhin du général Jean Rapp. Les Allemands prennent le Niedersand (la rive gauche du Seltzbach) et les Français se replient dans la vieille ville (la rive droite du Seltzbach) puis repoussent l'ennemi. Ce combat coûte au général Wallmoden plus de 500 soldats (une source allemande cite 40 tués, 67 officiers et 250 soldats blessés dont le commandant Marquard du bataillon d'Isembourg).

#### Restauration
- été 1815 : occupation russe[6].
- automne 1815 : les Russes sont relevés par des Autrichiens[6].
- 1816 : les Autrichiens sont relevés par des Wurtembergeois[6].
- 31 mars 1817 : inauguration de la caserne wurtembergeoise, au lieu-dit "Kasernenplatz" à l'ouest de l'actuel cimetière de Seltz. Elle compte 288 soldats[6].
- 25 janvier 1818 : une bagarre entre soldats wurtembergeois casernés à Seltz et jeunes de Niederrœdern éclate à Seltz : pour se venger les soldats entrent dans Niederrœdern et se battent à coup de baïonnettes contre des habitants, dont de nombreux anciens soldats napoléoniens, armés de fourches. Il y a de nombreux blessés. Les autorités françaises et wurtembergeoises rétablissent l'ordre. Les soldats wurtembergeois sont mutés à Wissembourg et remplacés. Une enquête est menée pour appréhender les contrevenants français.
- 5 avril 1818 : 300 soldats wurtembergeois stationnés dans le Bas-Rhin rentrent chez eux. Ils passent le Rhin à Seltz[6].
- 11 novembre 1818 : fin de l'occupation alliée de l'Alsace[6].
- 16 juillet 1824 : Arrêt de la cour d'appel de Colmar. La forêt est divisée en deux. Au nord de la route de Hatten à Seltz, la forêt communale de Seltz. Au sud, la forêt des hospices civils de Strasbourg.
- 1826 : Seltz compte 2 256 habitants, un hôpital civil, un moulin à farine et deux moulins à huile, une tuilerie, le hameau de Neubeinheim, trois foires de deux jours chacune et dans le Rhin on recueille des paillettes d'or.

#### Monarchie de JuilletetSeconde République
- 1825 : Inauguration de la ligne de bateaux à vapeur de Ludwigshafen à Bâle de la compagnie rhénane du Grand-Duché de Bade qui ferme à l'inauguration de la ligne des chemins de fer du Grand-Duché de Bade Mannheim-Bâle en 1855.
- 1830 : Fermeture de l'hôpital de Seltz.
- 1830-1870 : Plusieurs centaines de Seltzois quittent Seltz pour les villes, les États-Unis d'Amérique ou l'Algérie. De 1828 à 1837, 880 habitants du canton de Seltz, soit 5,3 % de la population, émigrent en Amérique[7].
- 1836-1920 : Plus de 800 livrets d'ouvriers sont délivrés par la mairie. Les ouvriers partent pour Mulhouse, Strasbourg, Nancy ou encore Paris.
- 1830 : Le Seltzois Barthélémy Mahler, domicilié à Strasbourg, recrute des colons pour l'Amérique[7].
- 1830 : Il faut six heures pour atteindre Strasbourg et une heure pour atteindre Lauterbourg en diligence.
- 1833 : loi Guizot. Toute commune de plus de 500 habitants doit ouvrir une école et recruter et payer une maîtresse ou un maître.
- 1835 : Arrivée de sœur Rosa une enseignante de la Congrégation des Sœurs de la Divine Providence à l'école de Seltz. La dernière sœur, sœur Marie-Chantal, a enseigné jusqu'en 1977.
- 1er octobre 1841 : inauguration du bureau de poste de Seltz.
- 1842-1876 : Travaux de régularisation du Rhin. Les méandres sont coupés, des bras comblés, des digues montées afin de concentrer le débit du Rhin dans un lit réaménagé.
- 1844 : Gendarmerie de Seltz.
- 1849 : La ville compte 2 282 habitants (2 231 catholiques et 51 protestants).
- 11 mai 1849 : mutinerie de la garnison badoise de Rastatt dans le cadre du printemps des peuples. La ville de Seltz demande l'envoi de troupes pour la protéger. Rastatt tombe aux mains des Prussiens le 23 juillet.

#### Second Empire
- 2 décembre 1852 : le prince-président Louis-Napoléon Bonaparte devient l'empereur des Français Napoléon III. Le serrurier Bernard Fuchs et le roulier Goetz Geoffroy, des seltzois notoirement républicains et socialistes sont arrêtés.
- 1855 : Inauguration de ligne ferroviaire Strasbourg-Wissembourg exploitée par la Compagnie des chemins de fer de l'Est. Les Seltzois utilisent la gare de Hoffen (à quinze kilomètres ou trois heures de marche de Seltz) pour se rendre à Strasbourg.
- 5 février 1856 pendant la guerre de Crimée : Jean Stoltz de Seltz, soldat au 69e régiment d'infanterie de ligne, meurt de la fièvre typhoïde dans un hôpital militaire français de Sébastopol.
- 1856 : le maire François Schneider confie l'école de garçons aux marianistes.
- 1861 : violation du territoire français à Seltz par une patrouille autrichienne en armes, appartenant à la garnison de Rastatt.
- 1863 : à la suite des travaux de régularisation, le Rhin ne passe plus au pied de la colline de Seltz mais à un kilomètre à l'est.
- 1865 : Seltz compte 1 991 habitants (1 935 catholiques, 56 luthériens).
- 24 décembre 1867 : un seltzois engagé dans les troupes de marine, François Schneider, meurt à Biên Hòa, Cochinchine Française.
- 4 août 1870 : le jour de la bataille de Wissembourg, des éléments de la 1re brigade de la 2e division d'infanterie sont stationnés à Seltz (16e bataillon de chasseurs à pied et 50e régiment d'infanterie de ligne - 2e bataillon - avec le chef de corps).
- 5 août 1870 : La veille de la bataille de Frœschwiller-Wœrth, un bataillon français est stationné à Seltz pour garder le gué. Une escarmouche éclate. 3 grenadiers badois sont tués.
- 13 août 1870 : Le 2e régiment prussien de Landwehr de grenadiers de la garde occupe Seltz.
- 26 août 1870 : la Augsburger Abendzeitung (libéral) relaie que le prêtre français et catholique de Seltz a appelé en chaire ses paroissiens à des actes de violence contre les Allemands et a déclaré que les Prussiens allaient obliger les Seltzois catholiques à devenir protestants. Les Prussiens ont contraint le curé à se rétracter en chaire. La Neues Bayerisches Volksbatt déclare, citant la Allgemeine Zeitung du 21 août 1870, que c'est le pasteur d'un village proche de Seltz qui a déclaré que les Allemands allaient obliger les protestants à devenir catholiques et que le maire et 20 hommes l’ont obligé à se rétracter en chaire le jour de la Saint-Napoléon.
- 29 septembre 1870 : 17 000 prisonniers de guerre français traversent le Rhin à Seltz pour partir en captivité.

#### Le Reichsland
- 1871 : Traité de Francfort. Cession de l'Alsace par la France à l'Allemagne. Sur 1 757 habitants en 1871, 282 optent pour la France. Au dernier moment certains ne partent finalement pas, les autres s'installent en France, dans les colonies françaises ou à l'étranger.
- 1872 : Les marianistes sont chassés de l'école de garçons. Certaines sœurs francophiles sont chassées de l'école de filles.
- 18 mai 1873 : Inauguration du pont de bateaux sur le Rhin.
- 15 mai 1876 : Inauguration de la ligne ferroviaire Strasbourg-Germersheim (numérotée 2B) et de la gare de Seltz exploitées par la Direction générale impériale des chemins de fer d'Alsace-Lorraine.
- 3 février 1880 : Inauguration du nouvel hôpital de Seltz.
- 9 octobre 1893 : Inauguration de la ligne de train Mertzwiller-Walbourg-Seltz (numérotée 2F).
- 1896 : Inauguration de la tuilerie à vapeur.
- 1898 : nouveau clocher et agrandissement de la nef de l'église.
- 1901 : arrivée du téléphone.
- 1911 : distribution de la médaille commémorative de la guerre 1870-1871 aux anciens combattants français. Il y a plus d'une centaine de récipiendaires dans le canton de Seltz.
- 1912 : arrivée de l'électricité.
- 1914-1918 : Première Guerre mondiale. Seltz perd 64 de ses fils.
- 26 novembre 1918 : Les troupes françaises entrent dans Seltz.

#### Entre-Deux Guerres
- 1925 : Pendant la grève scolaire - contre l'abrogation des lois scolaires et du concordat en Alsace-Moselle - de mars 1925, le taux d'écoliers grévistes est de 32 %, parmi les plus élevés de la région.

#### Seconde Guerre mondiale
- 1939-1945 : Seconde Guerre mondiale. Seltz perd 57 de ses fils et 18 civils dans des bombardements.
- Septembre 1939 : des Seltzois sont mobilisés dans l'armée française (classes 1913 à 1940). 4 Seltzois tombent en Belgique et en France en 1939 et 1940. Les civils sont évacués en Haute-Vienne. Seltz fait partie du secteur fortifié de Haguenau de la ligne Maginot.
- 3 octobre 1939 : le pont de bateaux inauguré en 1873 est détruit.
- Un sapeur bourguignon du 10e régiment du génie est tué à Seltz le 15 mai 1940.
- Juin-août 1940 : Armistice du 22 juin 1940. Libération des prisonniers de guerre alsaciens et mosellans. L'Alsace est annexée de fait à l'Allemagne et germanisée de force.
- 14 juillet 1940 : les Seltzois évacués non Juifs sont autorisés à rentrer chez eux par les Allemands.
- 25 avril 1941 : début du service du travail obligatoire du Reich ou Reichsarbeitsdienst. Des Seltzois sont mobilisés.
- 25 août 1942 : début de l'incorporation de force dans l'armée allemande. 113 Seltzois sont mobilisés (de 1942 à 1945 les classes 1934 à 1947). Pour la plupart, ils sont envoyés sur le front de l'est. 57 ne sont jamais revenus. Plus de la moitié sont portés disparus.
- 1944-1945 : combattants au sein des Forces françaises de l'intérieur ou de l'Armée française de la Libération, 4 Seltzois tombent au champ d'honneur.
- 13 décembre 1944 : première libération de Seltz par le 314e régiment d'infanterie de la 79e division d'infanterie américaine.
- 16 décembre 1944 : Opération Nordwind Contre-offensive allemande.
- 3 janvier 1945 : Seltz est reprise par les Allemands.
- 18 mars 1945 : seconde libération de Seltz par le 4e régiment de tirailleurs tunisiens (protégé au sud-est par le 3e régiment de spahis algériens) de la 3e division d'infanterie algérienne.
- Les Nazis ont déporté cinq Seltzois dans des camps de concentration en Allemagne, emprisonné 4 Setzois au camp de Schirmeck et 1 en maison de correction.
- 70 maisons ont été complètement et 80 partiellement détruites.

#### Après-Guerre
- 1945 : détruite pendant la bataille de Hatten, la ligne ferroviaire Seltz-Walbourg-Mertzwiller est coupée à Rittershoffen. Les lignes Mertzwiller-Betschdorf et Hatten-Seltz sont toujours exploitée pour l'enlèvement et le transport du bois.
- 1945-1954 : Guerre d'Indochine. Un Seltzois, Henri Fickert, parachutiste au 1er BPC (bataillon de parachutistes coloniaux) est tué le 10 décembre 1951 à Xom Sui pendant la campagne de Hoa Binh au Tonkin.
- 1954-1962 : Guerre d'Algérie. Un Seltzois, appelé du contingent en Algérie, Robert May, 20 ans est tué le 1er octobre 1957.
- 1956 : Création du syndicat des eaux et début de l'eau courante.
- 1976 : Fermeture définitive et démontage de la ligne ferroviaire Hatten-Seltz.
- 1980 : Création du SIVOM cantonal de Seltz.
- 1992 : Création de la Communauté de communes de Seltz - Delta de la Sauer.
- 2014 : Fusion des Communautés de communes de Seltz - Delta de la Sauer (4 381 habitants), de la plaine de la Sauer et du Seltzbach (8 221 habitants) et de la Lauter (5 928 habitants). La nouvelle Communauté de communes compte 18 530 habitants.

Sources : Pierre Reinbold professeur seltzois à la retraite. Archives municipales de la ville de Seltz. "L'histoire de la ville de Seltz", livre manuscrit de Louis Lehné, 1951.

### Liste des seigneurs de Seltz

#### Branche deWittelsbach
- 1410-1436 : Louis III le Barbu
- 1436-1449 : Louis IV
- 1449-1476 : Frédéric Ier le Victorieux
- 1476-1508 : Philippe Ier l'Ingénu
- 1508-1544 : Louis V le Pacifique
- 1544-1556 : Frédéric II le Sage
- 1556-1559 : Othon-Henri

#### Branche de Wittelsbach Simmern
- 1559-1576 : Frédéric III
- 1576-1583 : Louis VI
- 1583-1592 : Régence de Jean Casimir
- 1583-1610 : Frédéric IV le Juste
- 1610-1623 : Frédéric V

#### Branche de Wittelsbach Bavière
- 1623-1648 : Maximilien Ier duc de Bavière

#### Restauration des Wittelsbach Simmern
- 1648-1657 : Charles Ier Louis
- 1657-1660 : Louis Rothenschild, baron de Seltz
- 1660-1680 : Charles Ier Louis
- 1680-1685 : Charles II

#### Branche de Wittelsbach Neubourg
- 1685-1690 : Philippe-Guillaume
- 1690-1716 : Jean-Guillaume
- 1716-1742 : Charles III Philippe
- 1742-1766 : Charles IV

#### Branche de Birkenfeld Bischwiller
- 1766–1775 : Christian IV, duc de Deux-Ponts
- 1775–1795 : Charles II Auguste, duc de Deux-Ponts

### Liste des abbés de Seltz
- 988-1002 : Ezzemannus
- .. - 1047 - .. : Gerbert
- .. - 1084 - .. : Libo
- .. - 1100 - .. : Robert
- .. - 1102 - .. : Étienne
- .. - 1139 - .. : Otton
- .. - 1150 - 1209 - .. Gautier II
- .. - 1163 - .. : Renaud
- .. - 1197 - .. : Helmwich

### Liste des princes-abbés de Seltz
- .. - 1309 - 1316 - .. : Jean
- .. - 1356 - .. : Hugues
- .. - 1382 - 1389 - .. : Ulrich de Magenheim
- .. - 1418 - 1436 : Jean de Fleckenstein
- .. - 1434 : Henri de Dugesheim
- .. - 1470 - .. : Jean Gros
- .. - 1481 : Gautier de Gemmingen

### Liste des prévôts de Seltz
- 1481-1501 Gautier de Gemmingen
- 1501-1505 Hubert de Wilsperg
- 1505-1523 Jean de Weitersheim
- 1523-1548 Henri de Fleckenstein
- 1548-1566 Georges de Weickersheim
- 1566-1576 François de Gaalen, premier prévôt réformé
- 1576-1608 André de Weickersheim, recteur de l'académie de Seltz (1575-1577)
- 1608-1622 Jean Georges Poblisheim (de), dernier prévôt réformé
- 1622-1624 Léopold d'Autriche
- 1624-1649 Jean Georges Dietrich, chapelain de Léopold d'Autriche
- 1649-1684 Administration palatine directe
- 1657-1660 Louis, baron de Seltz
- 1684-1691 Abbé Nicolas Dez, frère du jésuite Jean Dez
- 1692-1764 Le séminaire et collège des jésuites de Strasbourg
- 1706-1728 Agostino Steffani reconnu par l'Electeur palatin et le pape en conflit avec Louis XIV et les jésuites.
- 1764-1789 Le séminaire et collège épiscopal de Strasbourg
- 1789 Le collège national de Strasbourg

## Administration
| Période      | Période      | Identité                  | Étiquette | Qualité                                      |
| ------------ | ------------ | ------------------------- | --------- | -------------------------------------------- |
| 1792         | 1794         | Ignace Schiffmacher       |           |                                              |
| 1794         | 1796         | Jacques Hoffmann          |           |                                              |
| 1796         | 1800         | Waltensperger             |           |                                              |
| 1800         | 1814         | Jean Mast                 |           | Juge de paix, ancien chanoine de Wissembourg |
| 1814         | 1821         | Antoine Furst             |           |                                              |
| 1821         | 1822         | Paul Braun                |           |                                              |
| 1822         | 1830         | Antoine-François Hoffmann |           |                                              |
| 1830         | 1840         | François Ritter           |           |                                              |
| 1840         | 1848         | Félix Schneider           |           |                                              |
| 1848         | 1855         | François Ritter           |           |                                              |
| 1855         | 1860         | François Schneider        |           |                                              |
| 1860         | 1861         | Charles-Louis Kappler     |           |                                              |
| 1861         | 1865         | Pierre-Adam Schiffmacher  |           |                                              |
| 1865         | 1871         | Joseph-Ignace Beucke      |           |                                              |
| 1871         | 1877         | Bernard Beyer             |           |                                              |
| 1877         | 1882         | Charles-Louis Kappler     |           |                                              |
| 1882         | 1892         | Séraphin Schneider        |           |                                              |
| 1892         | 1911         | Antoine Jourdan           |           |                                              |
| 1911         | 1914         | Antoine Wallior           |           |                                              |
| 1917         | 1922         | Michel Bressel            |           |                                              |
| 1923         | 1940         | Joseph Olland             |           |                                              |
| 1940         | 1940         | Charles Messmer           |           |                                              |
| 1942         | 1943         | René Bisch                |           |                                              |
| 1944         | 1944         | Georges Hoffmann          |           |                                              |
| 1945         | 1945         | Paul Loux                 |           |                                              |
| 1945         | mars 1971    | Aimé Schneider            |           |                                              |
| mars 1971    | mars 1977    | Marcel Schmitt            | UDF-CDS   |                                              |
| mars 1977    | juin 1995    | Gérard Wollenschlaeger    |           |                                              |
| juin 1995    | mars 2014    | Hugues Kraemer            |           |                                              |
| mars 2014    | octobre 2016 | Denis Loux                | DVD       | Chef d'entreprise                            |
| octobre 2016 | En cours     | Jean-Luc Ball             | DVD       | Cadre bancaire                               |

## Religion

### Église catholique

#### Liste des curés successifs
Jésuites et Capucins
- 1684-1685 Torlott
- 1685-1690 Bernhardin Meron
- 1690-1693 Pierre Gilles
- 1693-1694 Pierre Moucrant
- 1694-1700 Jean Gard
- 1700 - .... François Lucas
- .... - .... Wolff
- .... - .... Schneider
- .... - .... Jean Sartorius
- 1708-1709 Claude-Étienne Thouvenot

#### Prêtres séculiers
- 1709-1746 Sébastien Giess
- 1746-1789 Jean-Wolfgang Bernauer
- 1789 - .... Francis Michel Eisinger (prêtre jureur)
- .... - .... Conradin Menhard (prêtre jureur)
- 1800-1803 Lorenz Reinbolt
- 1803-1816 François-Joseph Colnet
- 1816-1816 Ignace Zipp
- 1816-1819 Ignace Kappler
- 1819-1834 Voisard
- 1834-1863 Schitter
- 1863-1878 Théobald Riegel
- 1878-1889 Thierry
- 1889-1909 Joseph Kieffer
- 1909-1934 Albert Lorber
- 1934-1942 Joseph Martz
- 1942-1976 Jérôme Criqui
- 1976-2000 Léon Neunreuther
- 2000-2012 Hyacinthe Radon
- 2012- Miroslaw Kula

### Église réformée
Aux XVIe et XVIIe siècles, Seltz et les Seltzois étaient réformés sous le règne des électeurs palatins réformés. L'église collégiale Saint-Étienne de Seltz a été un temple réformé de 1559 à 1576, de 1584 à 1622 et de 1648 à 1684.

#### Liste despasteursréformésde Seltz
- 1584- .... Martin Stadius
- 1606-1612 Jean Neuer
- 1612-1618 Gall Pareus
- 1618-1636 Jean Bicaeus
- 1650-1652 Laurent Muller
- 1652-1657 Gérard Schoppius
- 1657-1675 David Rissmann
- 1676-1679 Jean Frédéric Jaeger
- 1679-1680 Jean Jacques Reich
- 1681-1685 Guillaume Pareus

#### Liste desdiacresréformésde Seltz
- 1603-1608 Georges Gerberides
- 1608-1610 Jean Vietor
- 1611-1614 Charles Morvilius
- 1615-1618 Nicolas Dœschler
- 1618-1620 Pierre Crugot
- 1621 - .... Engelhard Charisius
- .... - .... Frédéric Emmerich

### Église de la confession d'Augsbourg
Au XVIe siècle, Seltz et les Seltzois étaient luthériens sous les règnes des électeurs palatins luthériens Otto Henri (1556-1559) et Louis VI (1576-1583). L'église paroissiale Saint-Étienne de Seltz a été une église luthérienne en 1559 et de 1576 à 1583. Depuis la proclamation de la liberté de culte garantie par la Déclaration des droits de l'homme et du citoyen de 1789 et les articles organiques de 1802 accordés par le Premier Consul Bonaparte, les luthériens de Seltz se réunissaient dans une maison d'oraison proche de l'hôpital. Tout au long des XIXe et XXe siècles, Seltz compte de quelques dizaines à une petite centaine de luthériens. L'annexe de Seltz dépend de la paroisse luthérienne de Niederrœdern (consistoire et inspection de Wissembourg, EPCAAL). En 1900, la communauté luthérienne de Seltz et celle de Lauterbourg se constitue en vicariat jusqu'en 1919. Seltz redevient annexe de Niederrœdern jusqu'en 2006. Depuis 2006, le pasteur de la paroisse protestante de Lauterbourg-Seltz, Gilbert Greiner organise des cultes bimensuels à la chapelle œcuménique de la maison de retraite de Seltz (chapelle élevée sur l'emplacement de l'ancienne maison d'oraison luthérienne) et hebdomadaires à l'église protestante de Lauterbourg.

#### Liste des pasteurs luthériens desservant Seltz

##### Seltz, annexe deNiederrœdern(1789-1900)
Liste des pasteurs de Niederrœdern :
- 1789-1794 Jean Jacques Hasselmann
- 1795-1804 Jean Jacques Mallo
- 1804-1806 Jean Frédéric Klein
- 1808-1810 Frédéric Birkenkopf
- 1811-1827 Daniel Lix I
- 1827-1841 Daniel Lix II
- 1842-1855 Charles Lange
- 1855-1861 Christian Jaeger
- 1861-1872 Guillaume Holl
- 1872-1876 Philippe Freydinger
- 1876-1884 Jean Schneider
- 1884-1898 Philippe Huck
- 1898-1902 Edouard Herrmann

##### Vicariat deLauterbourg(1900-1919)
Liste des vicaires de Lauterbourg :
- 1900-1901 Théophile Klotz
- 1902-1907 Eugène Bach
- 1907-1914 Guillaume Bach
- 1914-1919 Otto Heller

##### Seltz, annexe deNiederrœdern(1919-2006)
Liste des pasteurs de Niederrœdern :
- 1913-1923 Frédéric Ritter
- 1924-1929 Albert Muller
- 1931-1941 Garnier Brum
- 1941-1945 Norbert Klein
- 1945- Ernest Kienst

##### Paroisse protestante de Lauterbourg-Seltz (depuis 2006)
- 2006- Gilbert Greiner

### Judaïsme
- En 1585, le conseil de Landau a interdit à Salomon, un juif de Seltz (vraisemblablement Seltz, nom yiddish du shtetl de Syalyets en Biélorussie), de vendre des remèdes.
- 1720 : Le bailli de Seltz emprisonne un juif de Fort-Louis. Celui-ci fait appel au Conseil souverain d'Alsace.
- En 1738, un juif de Seltz (vraisemblablement Seltz, nom yiddish du shtetl de Syalyets en Biélorussie), Itzig réclame devant le Conseil souverain d'Alsace (la cour d'appel de Colmar) 23 florins à Laurent Matterer de Rott.
- Le duc de Deux-Ponts a obtenu l'autorisation de recevoir des juifs sur ses terres en 1774. Les juifs doivent alors lui payer un droit de réception à l'installation dans le duché puis un droit de protection annuel. Ces impôts sont abolis par la Révolution française qui mène à l'Émancipation des Juifs.
- Simon Judas Laew et Esther Hertzel son épouse, juifs de Niederrœdern, font baptiser à Seltz leurs trois enfants François Jacques (3 ans), Jean Isaac (5 ans) et Pierre Abraham le 19 juillet 1767.
- Du XIXe siècle aux années 1960 moins d'une dizaine d'israélites vivent à Seltz. Les juifs de Seltz fréquentent la synagogue de Niederrœdern, érigée en 1869 et détruite en 1945, rattachée au rabbinat de Lauterbourg jusqu'en 1910 puis au rabbinat de Wissembourg.